# Gerhard Niebling
Gerhard Niebling (* 16. Juli 1932 in Marksuhl; † 27. April 2003 in Berlin) war ein Generalmajor und von 1983 bis 1990 Leiter der Zentralen Koordinierungsgruppe der DDR-Staatssicherheit. Als solcher war er zuständig für die Bekämpfung von flucht- und ausreisewilligen DDR-Bürgern.

## Kindheit und Jugend
Der als Sohn eines Bergmanns und einer Waldarbeiterin geborene Niebling besuchte von 1939 bis 1947 zunächst die Volksschule in Marksuhl. Nachdem er 1951 das Abitur an der Ernst-Abbe-Oberschule in Eisenach erlangt hatte, arbeitete er zunächst als Fördermann im Kali-Bergwerk Dorndorf. 1950 trat er der SED bei.

## Laufbahn im MfS
Im Alter von 20 Jahren trat Niebling in den Dienst des Ministeriums für Staatssicherheit. Nach einem einjährigen Lehrgang an der Stasi-Hochschule Potsdam kam er 1953 zur Ermittlungsabteilung (Hauptabteilung IX) und war 25 Jahre lang „Untersuchungsführer“ in Berlin-Hohenschönhausen. Dort verhörte er u. a. die Häftlinge Heinz Friedemann und 1955 Karl Laurenz, die später mit dem Fallbeil hingerichtet wurden.
Ehemalige Häftlinge gaben an, von Niebling drangsaliert und so zu belastenden Geständnissen gedrängt worden zu sein. So arbeitete er etwa präzise Zeitpläne für Nachtverhöre aus, um die Inhaftierten zu zermürben.
Zwischen 1959 und 1960 besuchte Niebling die Bezirksparteischule. Von 1964 an absolvierte Niebling ein vierjähriges Fernstudium an der Humboldt-Universität zu Berlin, das er als Diplom-Kriminalist abschloss. 1979 promovierte er an der Stasi-Hochschule Potsdam zum Doktor der Rechtswissenschaft mit einer Arbeit über Die Aufgaben des Ministeriums für Staatssicherheit im Zusammenhang mit dem zunehmenden Aufenthalt von Ausländern in der DDR. Noch im selben Jahr stieg er zum stellvertretenden Leiter des Untersuchungsorgans auf. 1980 erhielt Niebling eine Auszeichnung als „Verdienter Mitarbeiter des MfS“.
1983 wurde er Chef der Zentralen Koordinierungsgruppe des MfS (ZKG), einer Einheit zur Bekämpfung von Übersiedlung, Flucht und Fluchthilfe. Ein Jahr später erfolgte seine Ernennung zum Generalmajor. Mit der Auflösung des MfS ging er 1990 in den Vorruhestand. Bis Mai 1990 war Niebling Berater des staatlichen Komitees zur Auflösung des in Amt für Nationale Sicherheit umbenannten Staatssicherheitsdienstes.

## Leben nach 1990
1996 wurde Niebling vor dem Landgericht Berlin wegen Körperverletzung und Aussageerpressung angeklagt. In seiner Funktion als damaliger Untersuchungsführer soll er den ehemaligen Häftling Arthur Krajc mehrmals mit der Faust ins Gesicht geschlagen haben, so dass dieser einen dauerhaften Hörschaden erlitt. Der einzige Tatzeuge Krajc verstarb jedoch während des laufenden Strafverfahrens, so dass Niebling aus Mangel an Beweisen freigesprochen wurde. Auf eine weitere Anklage wegen Beihilfe zur Verschleppung folgte ein Freispruch.
1999 trat Niebling der DKP bei. Zudem beteiligte er sich mit einem eigenen Beitrag an dem geschichtsrevisionistischen Werk Die Sicherheit – Zur Abwehrarbeit des MfS, einer Rechtfertigungsschrift ehemaliger Stasi-Angehöriger, das 2002 erschien. 2002 wurde er in der Dokumentation Das Ministerium für Staatssicherheit – Alltag einer Behörde gemeinsam mit acht anderen ehemaligen MfS-Mitarbeitern interviewt.

## Schriften
- Gerhard Niebling: Gegen das Verlassen der DDR, gegen Menschenhandel und Bandenkriminalität (Zur Verantwortung der ZKG/BKG), in: Reinhard Grimmer/Werner Irmler/Willi Opitz/Wolfgang Schwanitz (Hrsg.): Die Sicherheit – Zur Abwehrarbeit des MfS, Band 2, edition ost, Berlin 2002, S. 161–245[7]